# Cabo Wrath (Escocia)
El cabo Wrath (en irlandés: Am Parbh conocido en la isla de Lewis como An Carbh) es un cabo ubicado en Sutherland en las tierras altas al norte de Escocia. Ubicado en el punto más noroccidental de la isla de Gran Bretaña. En esta misma zona, a 6 km al este del cabo, se encuentran los acantilados Clo Mor, los más altos de Gran Bretaña.

## Etimología
El nombre del cabo Wrath deriva de la palabra utilizada en el nórdico antiguo para expresar «punto de giro» o «punto de vuelta», dado que los vikingos acostumbraban a girar en este cabo para regresar a sus hogares. Aunque el nombre es también apropiado si se considera lo remoto e inhóspito del lugar.
Este lugar, junto con el cabo Cornualles en Cornualles, son los únicos cabos o promontorios que van antecedidos de «Cape» (cabo en inglés), en Gran Bretaña.

## Acceso al cabo
El cabo sólo es accesible a pie desde el sur, o tomando un transbordador de pasajeros desde el puerto de Keoldale cerca de Durness para cruzar el estrecho de Durness. Luego se puede seguir a pie, en bicicleta o en microbús. El viaje hasta el faro, que está a unos 17 km, lleva al visitante a través de una región desolada y prácticamente deshabitada. Esta región suele ser utilizada por la Real Fuerza Aérea británica para efectuar maniobras de práctica de bombardeo; por lo que en ciertas épocas del año se encuentra restringida.

## Faro

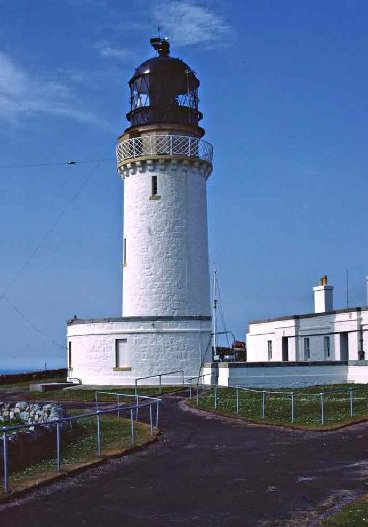
Faro del cabo Wrath.

En 1828, el ingeniero civil Robert Stevenson  construyó un faro  en el cabo. Con una elevación de 122 metros (la torre mide 20 metros de  altura) y un rango nominal de 35 km. El faro requirió de operadores  hasta el año 1998,  en el que comenzó a operar de forma automática.

## Maratón del cabo Wrath
El cabo Wrath es también el punto de retorno de la maratón del Cabo Wrath, que se disputa cada año y que se promociona como la maratón más difícil del Reino Unido debido a la dureza del recorrido y a lo abrupto del terreno. La maratón comienza en el muelle del transbordador (en el lado del cabo) y recorre poco más de 17 km hasta llegar al cabo, donde da la vuelta y recorre nuevamente los 17 km. La parte final de la maratón (aprox. 6,5 km) se recorre del lado de tierra firme, iniciando en el muelle del transbordador y terminando en el Centro Comunitario de Durness. El maratón es el evento final de una semana de competiciones que se conoce como «Desafíos del Cabo Wrath». 

## Naufragios

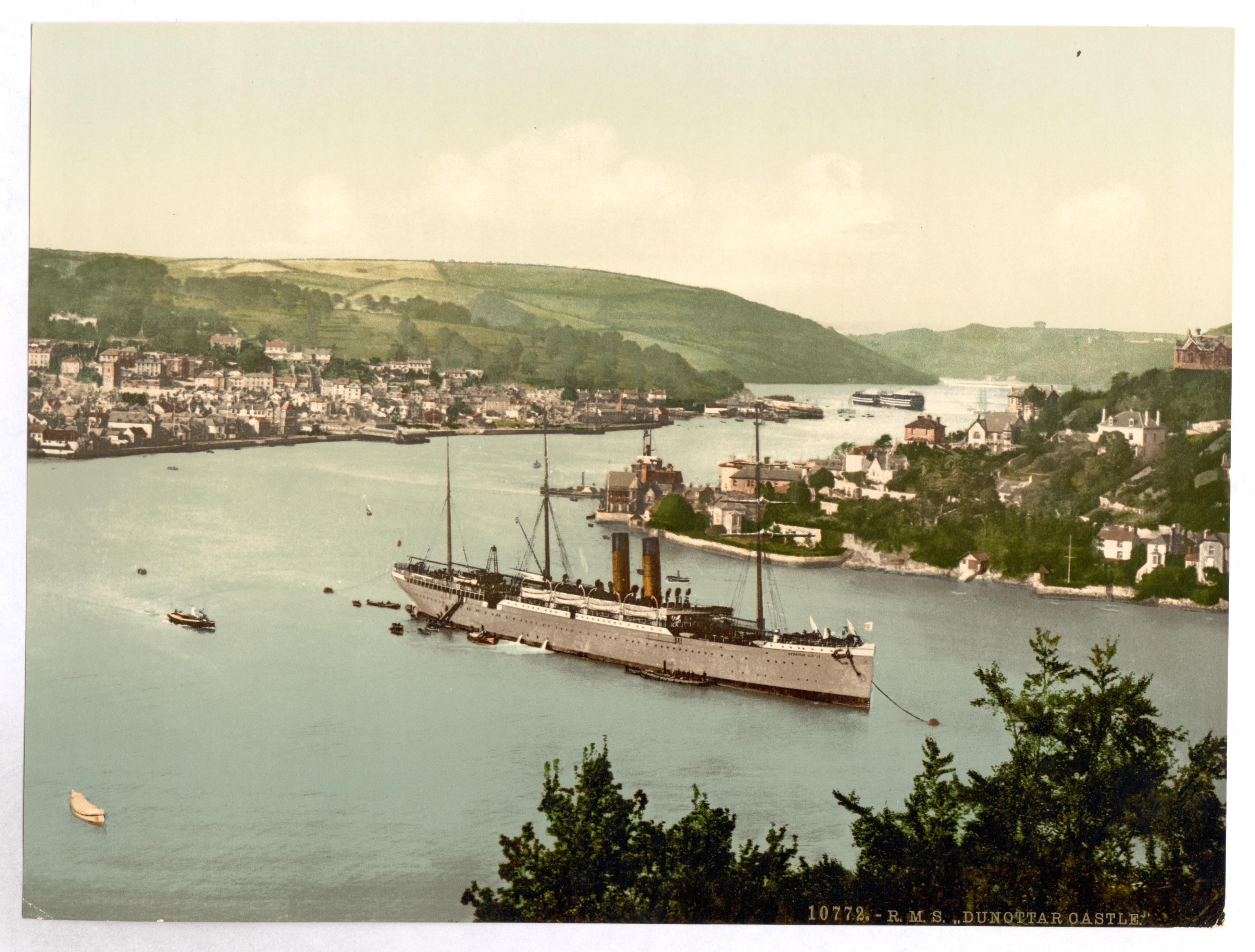
HMS Caribbean/RMS Dunottar Castle.

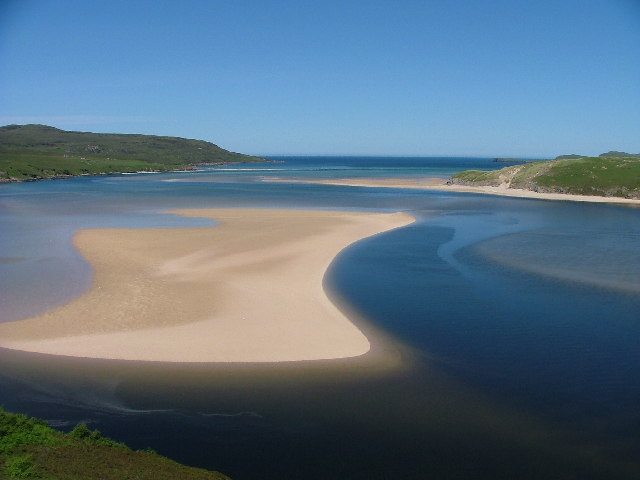
Canal de Durness.

El 27 de septiembre de 1915, el HMS Caribbean (conocido previamente como el RMS Dunottar Castle) zozobró debido al mal tiempo en las inmediaciones del cabo Wrath, mientras se dirigía hacia el fondeadero conocido como Scapa Flow. Se registraron 15 pérdidas, a pesar de los esfuerzos del HMS Birkenhead que intentó remolcarlo. Una investigación posterior culpó al carpintero del barco por no estar familiarizado con él y no haber cerrado apropiadamente todas las escotillas del barco.  Como la mayoría de la tripulación, se había unido a ésta sólo 10 días antes del accidente. Este barco había servido de diferentes formas durante la Primera Guerra Mundial, pero era más conocido por haber reducido a la mitad el tiempo que duraba el viaje entre Southampton (Inglaterra) y Ciudad del Cabo en Sudáfrica en los años 1890. Este barco era conocido también por transportar a muchos guerreros famosos desde y hacia el Colonia del Cabo durante la segunda guerra bóer.
El pecio fue hallado en 2004, a 56 km del cabo Wrath, aparentemente sin haber sido perturbado más que por  redes de pescar.